# Louis Bournonville
Pour les articles homonymes, voir Bournonville (homonymie).
Louis Bournonville, né le 25 juillet 1891 à Anzin-Saint-Aubin (Pas-de-Calais) et mort le 21 septembre 1962 à Goussainville (Seine-et-Oise), est un footballeur français évoluant au poste de gardien de but.

## Carrière
Louis Bournonville, étudiant en droit, évolue au RC Arras de 1912 à 1913. Durant cette saison, il connaît sa première et unique sélection en équipe de France de football.
Il affronte sous le maillot bleu lors d'un match amical la Suisse le 9 mars 1913. La France s'impose sur le score de quatre buts à un .
Après sa carrière, en 1935, alors qu’il est receveur d’enregistrement à Saint-Paterne dans la Sarthe, Bournonville fait l’objet d’une plainte portée par l’administration des finances pour détournement de fonds publics à hauteur de 80 000 francs, faux et usage de faux. Arrêté et écroué à la prison de Tours, il reconnaît les faits et sera condamné par la Cour d’assises d’Indre-et-Loire à trois ans de prison ferme.